# Johnny Chitară
Johnny Chitară (titlul original: în engleză Johnny Guitar) este un film dramatic american, realizat în 1954 de regizorul Nicholas Ray, după romanul omonim a scriitorului Roy Chanslor, protagoniști fiind actorii Joan Crawford, Sterling Hayden, Mercedes McCambridge, Ernest Borgnine, John Carradine. 

## Distribuție
- Joan Crawford – Vienna
- Sterling Hayden – Johnny Guitar (Johnny Logan)
- Mercedes McCambridge – Emma Small
- Scott Brady – The Dancin' Kid
- Ward Bond – John McIvers
- Ben Cooper – Turkey Ralston
- Ernest Borgnine – Bart Lonergan
- John Carradine – Old Tom
- Royal Dano – Corey
- Frank Ferguson – șeriful Williams
- Paul Fix – Eddie
- Rhys Williams – dl. Andrews
- Ian MacDonald – Pete
- Robert Osterloh – Sam

## Melodii din film
- Johnny Guitar, cântecul de generic al filmului